# الحويدين (السياني)

تعديل مصدري - تعديل

الحويدين هي إحدى قرى عزلة المجزع بمديرية السياني التابعة لمحافظة إب، بلغ تعداد سكانها 145 نسمة حسب تعداد اليمن لعام 2004.